# AIM-4 Falcon
El Hughes AIM-4 Falcon fue el primer misil guiado aire-aire operacional de la Fuerza Aérea de los Estados Unidos. El desarrollo empezó en 1946; probándose por primera vez en 1949. El misil entró en servicio en la USAF en 1956.
Producido tanto en la versión de búsqueda de calor como en la de búsqueda por radar, el misil sirvió durante la Guerra de Vietnam con las unidades de cazas McDonnell Douglas F-4 Phantom II y de Convair F-102A Delta Dagger de la USAF. Diseñado para derribar bombarderos lentos con maniobrabilidad limitada, fue ineficaz contra cazas maniobrables en Vietnam. Faltándole un detonador por proximidad, el misil solo detonaba si golpeaba al objetivo. Solo alcanzó a 5 objetivos.
Tan pobre rendimiento del AIM-4 hacía inefectivo al F-4 en el combate aire-aire, por ello los cazas fueron modificados para llevar en su lugar el AIM-9 Sidewinder diseñado por la Armada estadounidense, que ya era llevado por los F-4 Phantom II y F-8 Crusader de la Armada y Cuerpo de Marines estadounidenses. El Sidewinder era más efectivo, y continuó sirviendo en las fuerzas armadas estadounidenses y numerosas naciones aliadas hasta hoy. 

## Desarrollo

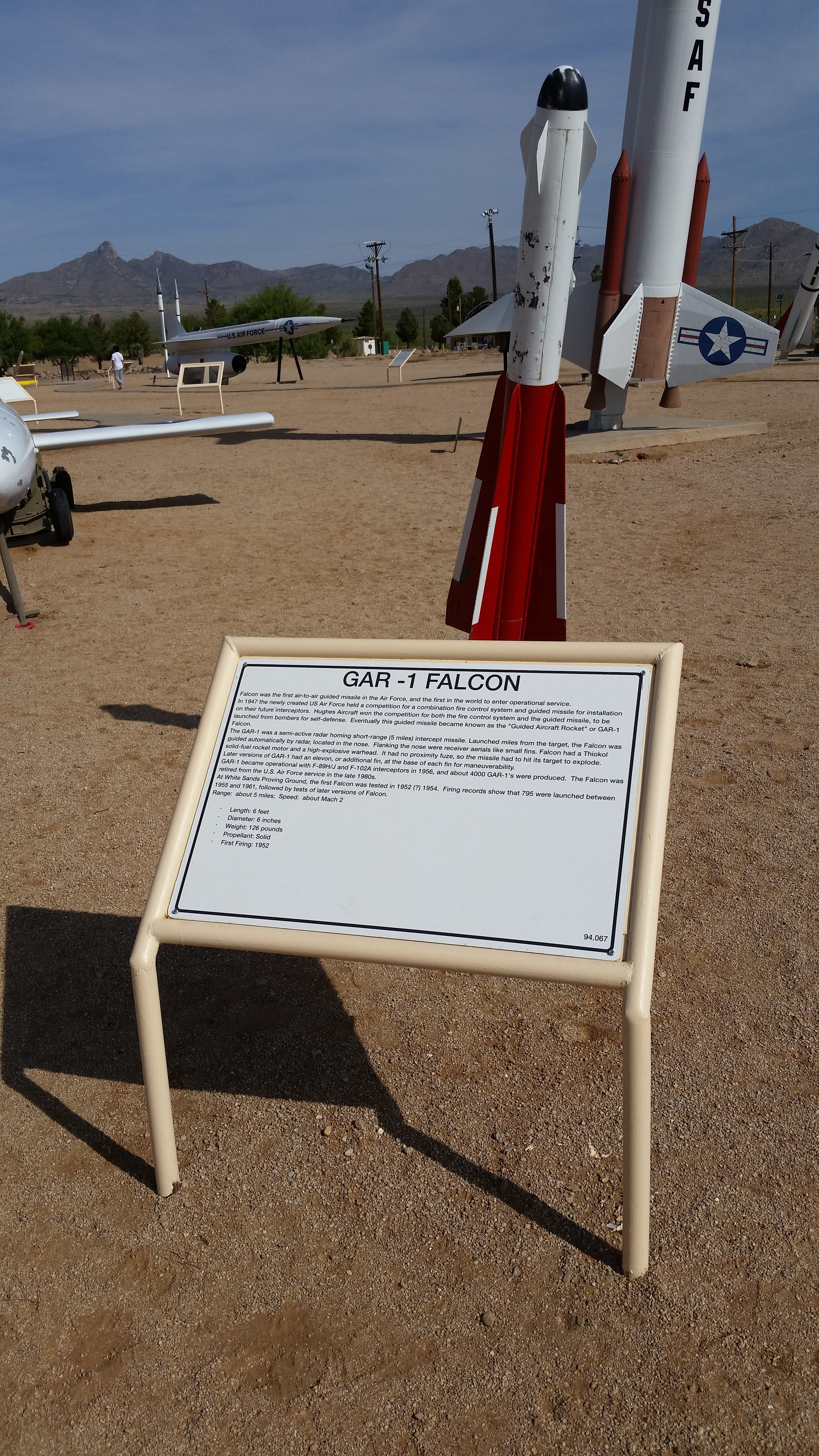
Misil Falcon GAR-1 en el Museo de White Sands.

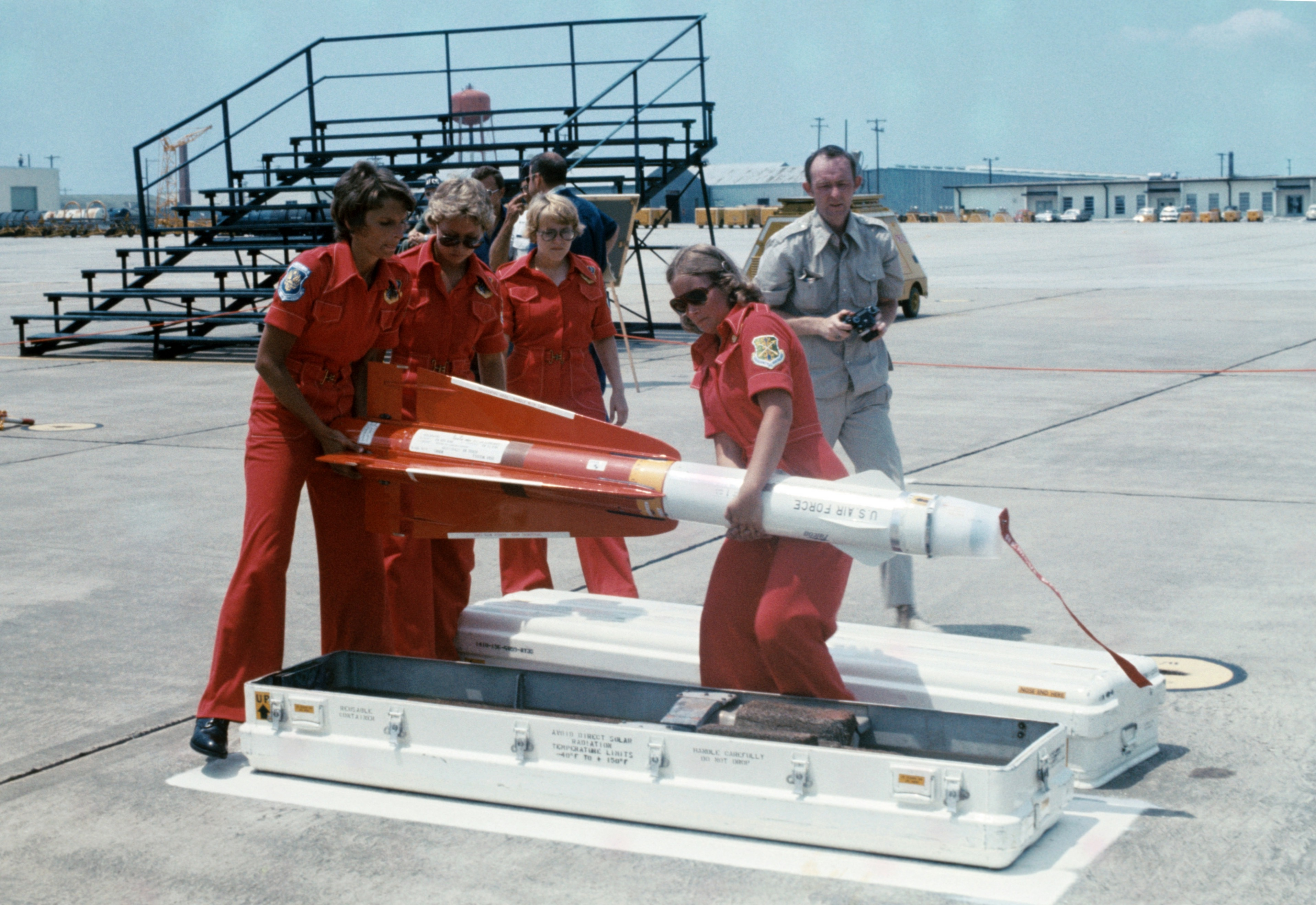
Armeros del 119th Fighter Wing con misiles AIM-4C en 1972.

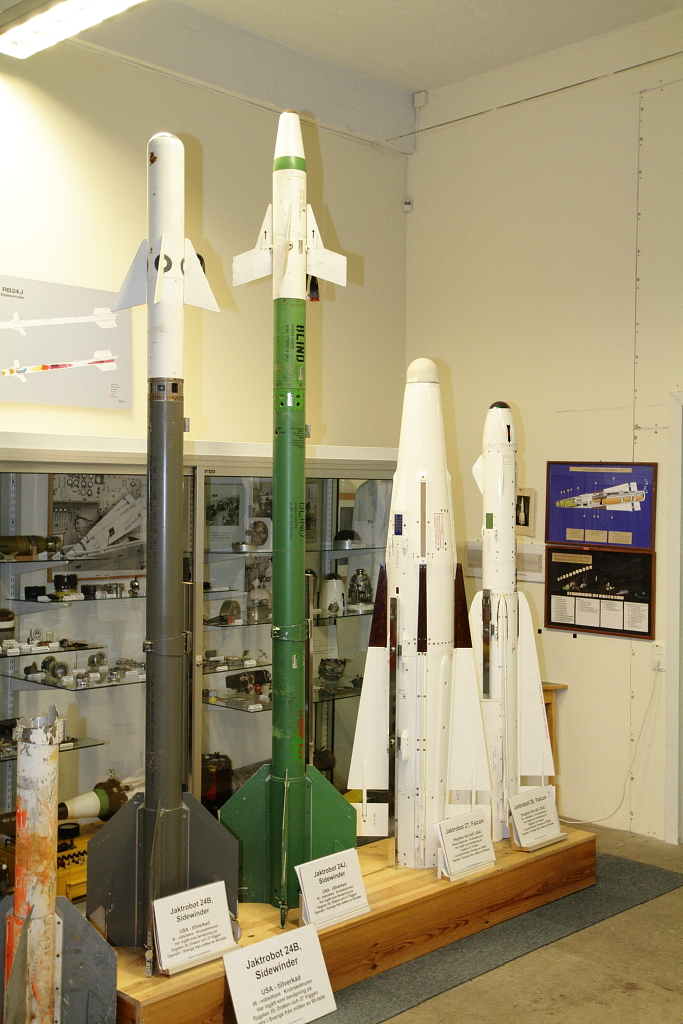
AIM-9B y J junto a HM-55 y HM-58. Todos usados por la Fuerza Aérea sueca.

El desarrollo de un misil aire-aire comenzó en 1946. A Hughes Aircraft se le concedió un contrato por un misil subsónico bajo la designación de proyecto MX-798, que pronto dio paso al supersónico MX-904 en 1947. El propósito original del arma era el de un arma de autodefensa para los bombarderos, pero después de 1950, se decidió en su lugar que debía armar a los cazas, particularmente en las tareas de interceptación.
Los primeros lanzamientos de pruebas tuvieron lugar en 1949, momento en que fue designado AAM-A-2 y se le dio el popular nombre de Falcon. Una breve norma de asignar designaciones de cazas y bombarderos a misiles llevó a que fuera redesignado F-98 en 1951. En 1955, la norma cambió de nuevo, y el misil fue redesignado de nuevo GAR-1.
Los modelos iniciales GAR-1 y GAR-2 entraron en servicio en 1956. Armaron a los interceptores Northrop F-89 Scorpion, McDonnell F-101B Voodoo, Convair F-102 Delta Dagger y F-106 Delta Dart. Los otros únicos usuarios fueron Canadá, Finlandia, Suecia y Suiza, cuyos CF-101 Voodoo, Saab 35 Draken y Dassault Mirage IIIS llevaron el AIM-4 Falcon. Canadá incluso esperaba usarlos en el interceptor Avro Canada CF-105 Arrow; sin embargo, nunca se realizó a causa de la cancelación del mismo.
Los cazas que llevaban el Falcon fueron diseñados a menudo con bodegas de armas internas para llevar este misil. El Scorpion los llevaba en soportes subalares, mientras que los Delta Dagger y Delta Dart tenían bodegas ventrales con un mecanismo de trapecio para moverlos hasta la corriente de aire para el lanzamiento. El F-101B tenía una disposición inusual de bodega, donde dos se llevaban externamente, y luego la puerta de la bodega rotaría para exponer dos misiles más. Es probable que la bodega interna del F-111 Aardvark hubiera acomodado el misil de la misma manera, pero para cuando entró en servicio, la Fuerza Aérea ya había abandonado el Falcon para su uso contra cazas, así como la idea de usar el F-111 como caza de combate.
El GAR-1 tenía sistema de guía radar semiactiva (SARH), dando un alcance de alrededor de 8 km. Se produjeron alrededor de 4000 misiles. Fue reemplazado en la producción por el GAR-1D (más tarde AIM-4A), con superficies de control mayores. Fueron producidos cerca de 12 000 de esta variante, la versión de mayor producción del Falcon SARH.
El GAR-2 (más tarde AIM-4B) era un busca-calor, generalmente limitado a combates desde atrás, pero con la ventaja de ser un arma "dispara y olvida". Como también sería una práctica soviética, era común disparar el arma en salvas de ambos modelos para incrementar las oportunidades de impacto (un misil busca-calor disparado primero, seguido momentos más tarde por un misil de guía radar). El GAR-2 era alrededor de 40 mm más largo y 7 kg más pesado que su equivalente SARH. Su alcance era similar. Fue reemplazado en la producción por el GAR-2A (más tarde AIM-4C), con un buscador infrarrojo más sensible. Fueron construidos alrededor de 26 000 Falcon de guía infrarroja.
Todos los Falcon iniciales tenían una pequeña cabeza de guerra de 3,4 kg, limitando su radio letal. También lo limitaba tácticamente el hecho de que el Falcon carecía de espoleta de proximidad: la espoleta del misil estaba en los bordes de ataque de las alas, requiriendo un impacto directo para detonar.
En 1958, Hughes introdujo una versión ligeramente alargada del Falcon, inicialmente apodada Super Falcon, con un motor cohete más potente y de encendido más largo, incrementando la velocidad y el alcance. Tenía una cabeza de guerra mayor, de 13 kg, y mejores sistemas de guiado. Las versiones SARH fueron el GAR-3 (AIM-4E) y la mejorada GAR-3A (AIM-4F). Las versión infrarroja fue la GAR-4A (AIM-4G). Fueron producidos alrededor de 2700 misiles SARH y 3400 Super Falcon IR, reemplazando a las versiones anteriores del arma en servicio.
El Falcon fue redesignado AIM-4 en septiembre de 1962.
La versión final de Falcon original fue la GAR-2B (más tarde AIM-4D), que entró en servicio en 1963. Estaba destinada como arma de combate de cazas, combinando la célula más ligera y pequeña del anterior arma GAR-1/GAR-2 con el mejorado buscador IR del GAR-4A/AIM-4G.
Una versión mayor del Falcon, llevando una cabeza de guerra nuclear de 0,25 kilotones, fue desarrollada como GAR-11 (más tarde redesignada AIM-26 Falcon), mientras que una versión de largo alcance fue desarrollada para los interceptores North American XF-108 Rapier y Lockheed YF-12 como GAR-9 (más tarde AIM-47 Falcon).

## Historia operacional

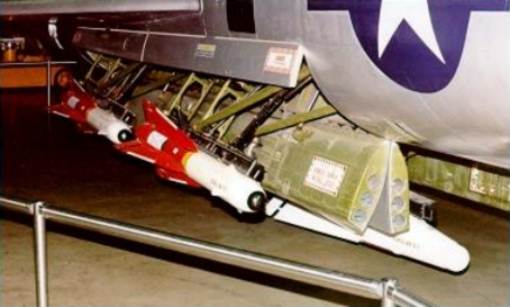
Un par de AIM-4D Falcon en la bodega de armas de un F-102 Delta Dagger.

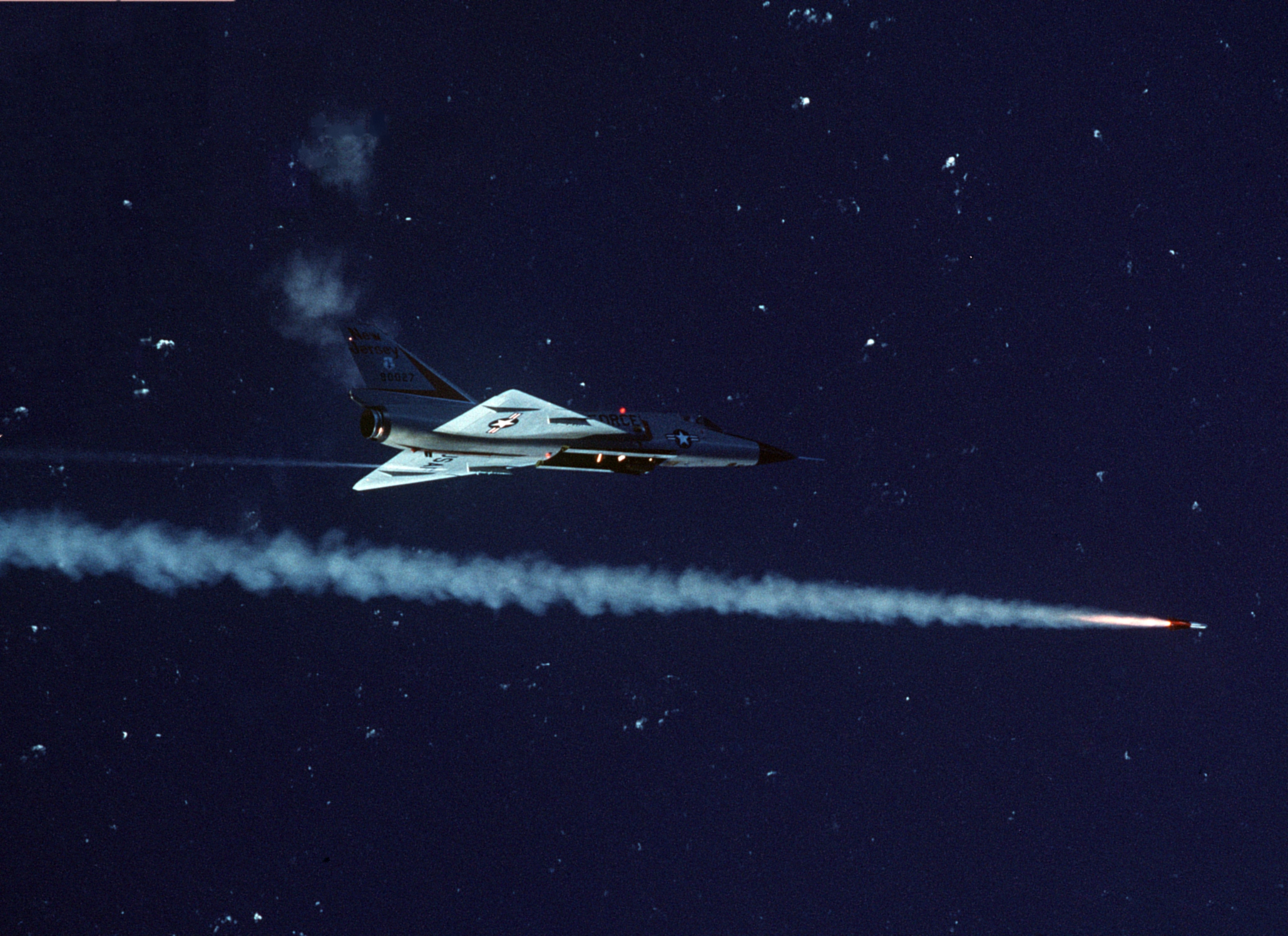
Un F-106 lanzando un AIM-4, 1984.

La Fuerza Aérea desplegó el AIM-4 en mayo de 1967, durante la Guerra de Vietnam, en el nuevo F-4D Phantom II, que lo llevaba en los soportes alares internos y no estaba preparado para llevar el AIM-9 Sidewinder. El rendimiento de combate del misil fue muy pobre. El Falcon, ya operacional en los aviones del Mando de Defensa Aérea, estaba diseñado para ser utilizado contra bombarderos, y sus lentos tiempos de refrigeración del buscador (necesitaba como seis o siete segundos para fijar el objetivo) lo hicieron muy ineficaz contra cazas maniobrables. Además, solo podía ser refrigerado una vez. El limitado suministro de refrigerante significaba que, una vez refrigerado, el misil agotaría su reserva de nitrógeno líquido en dos minutos, y quedaba inutilizado en el raíl. El misil tenía una pequeña cabeza de guerra, y carecía de espoleta de proximidad. Como resultado, solo cinco objetivos fueron alcanzados, todos con la versión AIM-4D. El Falcon fue también lanzado experimentalmente por el F-102 Delta Dagger contra objetivos terrestres por la noche, utilizando su buscador infrarrojo.
El arma fue impopular entre los pilotos desde el principio, y fue complementado o parcialmente retirado en 1969, para ser reemplazado en el F-4D por el Sidewinder tras readaptar el cableado apropiado. El coronel Robin Olds, de la USAF, mandando la 8th Tactical Fighter Wing equipada con F-4D, fue un abierto crítico del misil, y dijo de él:
A principios de junio, todos odiábamos los nuevos misiles AIM-4 Falcon. Aborrecía esas malditas cosas inútiles. Quería mis Sidewinder de vuelta. En dos misiones había disparado siete u ocho de esas puñeteras cosas y ninguna se orientó. Eran peores de lo que había predicho. A veces se negaban a lanzarse; a veces sólo cruzaban el azul sin orientación. En lo más reñido de un enfrentamiento con mi cabeza torciéndose y girándose, intentando mantener el rastro de un amigo o enemigo, había olvidado cual de los cuatro había (ya) seleccionado y no podía decir cuál de los restantes estaba activado y qué cabeza estaba ya muerta en su raíl de lanzamiento. Dos veces, una vez en la base, puse al especialista a revisar las secuencias de armado y disparo. Nunca descubrimos que yo hiciera nada malo.
El coronel Olds se exasperó con las pobres prestaciones de combate del Falcon. Ordenó a toda su ala de caza a recablear sus F-4D para que llevasen los más fiables Sidewinder. Aunque era una modificación de campaña no autorizada, finalmente toda la fuerza aérea siguió su ejemplo. Un esfuerzo por arreglar las limitaciones del AIM-4D llevó al desarrollo en 1970 del XAIM-4H, que tenía una espoleta de proximidad por láser, nueva cabeza de guerra, y mejor maniobrabilidad. Fue cancelado el siguiente año sin que entrara en servicio.

### Guerra de Vietnam: Victorias Aire-Aire del AIM-4 Falcon estadounidense
| Fecha                   | Avión Lanzador del Misil | Modelo de AIM-4 Falcon | Avión derribado | Unidad Operativa                                 |
| ----------------------- | ------------------------ | ---------------------- | --------------- | ------------------------------------------------ |
| 26 de octubre de 1967   | F-4D Phantom II          | AIM-4D                 | MiG-17          | 555th Tactical Fighter Squadron (TFS) de la USAF |
| 17 de diciembre de 1967 | F-4D                     | AIM-4D                 | MiG-17          | 13th TFS                                         |
| 3 de enero de 1968      | F-4D                     | AIM-4D                 | MiG-17          | 435th TFS                                        |
| 18 de enero de 1968     | F-4D                     | AIM-4D                 | MiG-17          | 435th TFS                                        |
| 5 de febrero de 1968    | F-4D                     | AIM-4D                 | MiG-21          | 13th TFS                                         |

El AIM-4F/AIM-4G Super Falcon permaneció en servicio con la USAF y la Guardia Aérea Nacional (ANG), principalmente con los interceptores Convair F-102 Delta Dagger y F-106 Delta Dart, hasta el retiro final del F-106 en 1988.
El AIM-4C también fue producido como HM-58 por la Fuerza Aérea Suiza para ser usado en el Dassault Mirage IIIS, y bajo licencia en Suecia para la Fuerza Aérea Sueca (como Rb 28) para equipar a los Saab 35 Draken y 37 Viggen. El buscador del misil también fue rediseñado.

## Operadores
Canadá
- Real Fuerza Aérea Canadiense
- Fuerzas Armadas Canadienses

 Estados Unidos

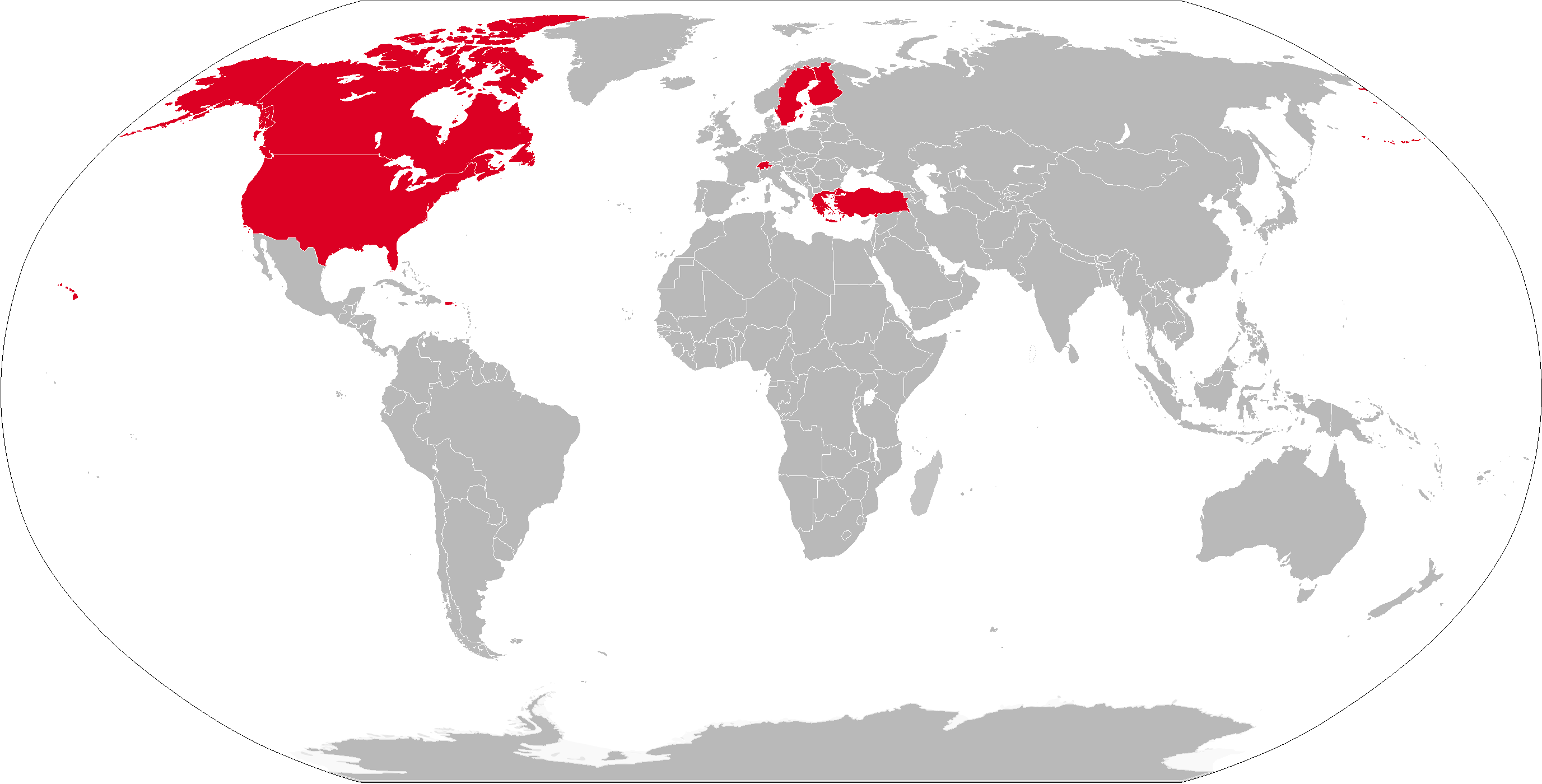
Mapa con operadores del AIM-4 en rojo.

- Fuerza Aérea de los Estados Unidos

 Grecia
- Fuerza Aérea Griega

 Finlandia
- Fuerza Aérea Finlandesa: misiles de construcción sueca.

 Suecia
- Fuerza Aérea Sueca: construidos bajo licencia por SAAB.

 Suiza
- Fuerza Aérea Suiza

 Turquía
- Fuerza Aérea Turca

## Aeronaves relacionadas

### Desarrollos relacionados
- AIM-26 Falcon
- AIM-47 Falcon
- AIM-54 Phoenix

### Secuencias de designación
- Secuencia AAM-_ (Cohetes y misiles de la USAF, 1947-1951 (aire-aire)): AAM-A-1 - AAM-A-2
- Secuencia F-_ (Cazas (Fighter) del USAAC/USAAF/USAF, 1924-1962): ← F-95 - F-96 - F-97 - F-98 - F-99 - F-100 - F-101 →
- Secuencia R-_ (Cohetes y misiles de la USAF, 1955-1962): MB-1 - GAR-1 - GAR-2 - GAR-3 - GAR-4 - GAR-5 - GAR-6 - GAR-8 - GAR-9 - GAR-11
- Secuencia __M-_ (Misiles y drones estadounidenses, 1962-presente): MGM-1 - RIM-2 - MIM-3 - AIM-4 - MGM-5 - RGM-6 - AIM-7/RIM-7 →